# Dowódca Marynarki Wojennej

Dowódca Marynarki Wojennej – do roku 2014 najwyższy wojskowy zwierzchnik Marynarki Wojennej, do którego zakresu działania należało w szczególności:
1. dowodzenie związkami organizacyjnymi i jednostkami wojskowymi Marynarki Wojennej, niewydzielonymi w podporządkowanie Dowódcy Operacyjnego Sił Zbrojnych,
2. planowanie oraz realizacja mobilizacyjnego i operacyjnego rozwinięcia Marynarki Wojennej,
3. szkolenie podległych związków organizacyjnych i jednostek wojskowych,
4. przygotowanie sił i środków Marynarki Wojennej do działań bojowych oraz w sytuacjach przewidzianych w ustawach i ratyfikowanych umowach międzynarodowych,
5. zarządzanie i przeprowadzanie kontroli podległych związków organizacyjnych i jednostek wojskowych,
6. przewodniczenie Radzie SAR[1].

Dowódca Marynarki Wojennej wykonywał swoje zadania przy pomocy Dowództwa Marynarki Wojennej.
Z dniem 1 stycznia 2014, na podstawie ustawy o zmianie ustawy o urzędzie Ministra Obrony Narodowej oraz niektórych innych ustaw (Dz.U. z 2013 r. poz. 852), stanowisko Dowódcy MW uległo likwidacji, a jego kompetencje przejął i następcą prawnym jest Dowódca Generalny Rodzajów Sił Zbrojnych (z zastrzeżeniem, że Radzie SAR przewodniczy Dowódca Operacyjny Rodzajów Sił Zbrojnych).